# Эль-Кеф (вилайет)
Эль-Кеф (Аль-Каф; араб. ولاية الكاف‎) — вилайет на северо-западе Туниса.
- Административный центр — город Эль-Кеф.
- Площадь — 4 965 км², население — 257 300 человек (2007 год).

## География
На севере граничит с вилайетом Джендуба, на востоке с вилайетом Сильяна, на юге с вилайетом Касерин, на западе с Алжиром.

## Административное деление
Вилайет Эль-Кеф делится на 11 округов:
- Дахмани (Dahmani)
- Джериса (Jérissa)
- Эль-Ксур (El Ksour)
- Эс-Сарс (Sers)
- Калъат-эль-Хасба (Kalâat Khasba)
- Калъат-эс-Сенам (Kalaat Senan)
- Восточный Кеф (Kef Est)
- Западный Кеф (Kef Ouest)
- Ниббар (Nebeur)
- Сиди-Юсеф (Sakiet Sidi Youssef)
- Таджерин (Tajerouine)